# Francesco Fortunato (marciatore)
Francesco Fortunato (Andria, 13 dicembre 1994) è un marciatore italiano.
Marciatore Campione del Mondo nella staffetta Mista di marcia ad Antalya 2024, medaglia di bronzo agli Europei di Roma 2024 e 1º posto ai Campionati Europei di marcia a squadre nel 2023.
In carriera ha vinto 17 titoli italiani assoluti tra le varie distanze di marcia (5000 m indoor, 10 km e 20 km).
Vanta due partecipazioni ai Giochi Olimpici di Tokyo 2021 (15º posto) e Parigi 2024 (19º posto).
Detiene la seconda miglior prestazione italiana di sempre nella marcia 20 km con il tempo di 1h18'16". Il 22 febbraio 2025 durante i campionati italiani indoor stabilisce il nuovo record del mondo dei 5000 metri con il tempo di 17'55''.
Da U23 ha vinto la medaglia d'oro ai Campionati del Mediterraneo under 23.

## Biografia

### Gli inizi e le prime medaglie nazionali
Francesco Fortunato sceglie di provare la marcia nel 2009 quando è al secondo anno della categoria Cadetti decidendo di lasciare il mezzofondo, specialità in cui stava ottenendo discreti risultati.
Appena un anno dopo, nell'ottobre 2010, vince la sua prima medaglia nei 5000 m di marcia durante i campionati italiani allievi a Rieti arrivando terzo con il tempo di 22'23"74 dietro a Leonardo Serra e Michele Palmisano.
Il 17 settembre 2011 nel meeting città di Bari, sigla la seconda prestazione all-time allievi nei 5000 m di marcia col tempo di 20'37"61.
Nell'ottobre del 2011 durante i campionati italiani allievi che si svolsero nuovamente a Rieti viene superato solo agli ultimi 800 m sui 5000 m di marcia e arriva al secondo posto con il tempo di 21'32"42 dietro a Vito Minei.
Poche settimane dopo si rinnova il confronto con Vito Minei durante i campionati italiani di marcia su strada di Grottammare sui 10 km. Anche qui Francesco Fortunato vince la medaglia d'argento con il tempo di 48'47".

### 2012: I primi titoli italiani e la prima medaglia internazionale
Nel 2012, al primo anno juniores, Fortunato vince il primo titolo nazionale sui 5000 m indoor ad Ancona. Grazie a questa vittoria viene convocato al suo primo triangolare Italia-Francia-Germania con la maglia della nazionale italiana.
Ad aprile viene convocato in nazionale per prendere parte a un incontro internazionale di marcia a Poděbrady in cui stabilisce il primato personale sui 10 km di marcia su strada finendo la gara in 43'11" e vincendo la medaglia d'argento.
Realizza il primato personale sui 10 km a Saransk durante la Coppa del mondo di marcia marciando in 42'13", tempo che gli vale la quinta posizione e il miglior piazzamento di sempre per un italiano.
Nel giugno partecipa ai campionati italiani individuali juniores e promesse di Misano Adriatico doppiando tutti gli avversari e vincendo i 10000 m di marcia con il tempo di 43'07"08.
Dopo la Coppa del mondo di marcia viene convocato ai Mondiali juniores di Barcellona in cui gareggia sui 10000 m di marcia arrivando 22º.
A settembre dello stesso anno prende parte a Druento ai campionati di società di marcia, in cui vengono assegnati i titoli italiani di marcia su strada. Partecipa alla 20 km e raggiunge il traguardo come primo tra gli juniores e 7º assoluto con il tempo di 1h31'48".

### 2013
Nel febbraio del 2013 ad Ancona durante i campionati italiani indoor juniores vince la medaglia d'argento, sui 5000 m di marcia con il tempo di 21'12"10.
Partecipa per il secondo anno all'incontro internazionale di marcia a Podebrady sui 10 km su strada riuscendo a vincere la medaglia di bronzo con il tempo di 42'51".
A maggio partecipa alla sua prima Coppa Europa di marcia che si è svolta a Dudince; nei 10 km arriva nono con il tempo di 44'00".
Ai campionati italiani juniores all'aperto, che si sono svolti a Rieti, vince l'argento sui 10000 m di marcia con il tempo di 42'02"04, stabilendo il nuovo primato personale.
In questo anno si sono svolti a Rieti gli Europei juniores in cui Francesco riesce ad arrivare al 6º posto con il tempo di 42'23"99.
A Milano, durante i campionati italiani assoluti riesce a migliorare il personale abbassandolo a 41'39"62; questo tempo gli permette di arrivare al quarto posto.

### 2014
Al primo anno nella categoria promesse, ai campionati italiani di marcia su strada di Locorotondo, prova a vincere il suo primo titolo nella nuova categoria nella 20 km ma viene preceduto di pochi secondi da Vito Minei che va a vincere in 1h27'29", mentre Francesco Fortunato finisce in 1h27'36" stabilendo il nuovo primato personale.
Nella sua seconda Coppa del mondo di marcia, svoltasi a Taicang, gareggia nella categoria assoluta nella 20 km migliorando di due minuti il tempo che aveva ottenuto a Locorotondo, 1h25'57".
A Torino, durante i campionati italiani juniores e promesse, stabilisce il personale con il tempo di 41'01"06 che gli permette di vincere la medaglia d'argento.
Vince la medaglia di bronzo ai Campionati del Mediterraneo U23 di Aubagne, in Francia, sui 10000 m.

### 2015
Ottiene il suo terzo titolo italiano nel 2015 ai campionati italiani di marcia su strada a Cassino chiudendo la gara al 4º posto assoluto e al 1º promesse con il tempo di 1h24'44".
Viene convocato nuovamente in nazionale per la Coppa Europa di marcia di Murcia e chiude la gara in 1h27'04" al 29º posto.
Ancora un argento arriva invece dai campionati italiani juniores e promesse di Rieti in cui arriva secondo dietro a Vito Minei in 42'59"85.
Convocato agli Europei under 23 di Tallinn arriva 11º con il tempo di 1h28'20" sulla 20 km.

### 2016
Ai campionati italiani assoluti indoor ad Ancona vince il titolo italiano sui 5000 m di marcia migliorando il proprio personale e marciando la terza miglior prestazione italiana U23 di tutti i tempi. Finisce la gara in 19'12".
Vince il titolo italiano promesse sulla 20 km ai campionati italiani di marcia su strada con il tempo di 1h24'19" arrivando al secondo posto tra gli assoluti.
Si guadagna la partecipazione ai Mondiali a squadre di marcia che in questa edizione si è svolta a Roma arrivando al primo posto tra gli italiani presenti in gara con il tempo di 1h24'19", superando i compagni Vito Minei, Leonardo Dei Tos, Michele Antonelli e Giorgio Rubino.
Convocato insieme a Gianluca Picchiottino e Michele Antonelli ai Campionati del Mediterraneo U23 di Tunisi riesce a vincere la medaglia d'oro con il tempo di 39'46"25, che va a migliorare il suo primato personale sulla distanza.
A Bressanone vince il suo primo titolo italiano nei 10000 m in una gara condotta al primo posto dall'inizio alla fine concludendo in 41'19"03. Ai campionati nazionali universitari vince il titolo sui 5000 m di marcia in 18'53"91 mancando di 3 secondi la migliore prestazione italiana sulla distanza.

## Progressione

### Marcia 5000 m indoor
| Stagione | Tempo    | Luogo  | Data      | Rank. Mond. |
| -------- | -------- | ------ | --------- | ----------- |
| 2024/25  | 17'55"65 | Ancona | 22-2-2025 |             |
| 2023/24  | 18'25"15 | Ancona | 17-2-2024 |             |
| 2022/23  | 18'37"63 | Ancona | 18-2-2023 |             |
| 2019/20  | 18'50"22 | Ancona | 22-2-2020 |             |
| 2018/19  | 18'47"63 | Ancona | 16-2-2019 |             |
| 2017/18  | 18'55"26 | Ancona | 17-2-2018 |             |
| 2016/17  | 18'59"06 | Ancona | 18-2-2017 |             |
| 2015/16  | 19'12"00 | Ancona | 5-3-2016  |             |
| 2013/14  | 20'12"34 | Ancona | 22-2-2014 |             |
| 2012/13  | 20'37"00 | Ancona | 16-2-2013 |             |
| 2011/12  | 20'26"00 | Napoli | 5-2-2012  |             |
| 2010/11  | 22'44"05 | Ancona | 13-2-2011 |             |

### Marcia 10 km
| Stagione | Tempo  | Luogo     | Data       | Rank. Mond. |
| -------- | ------ | --------- | ---------- | ----------- |
| 2023     | 38'56" | Madrid    | 30-4-2023  |             |
| 2022     | 39'21" | Madrid    | 16-5-2022  |             |
| 2021     | 40'02" | Rovereto  | 25-6-2021  |             |
| 2020     | 39'06" | Modena    | 18-10-2020 |             |
| 2018     | 40'03" | Pescara   | 7-9-2018   |             |
| 2016     | 40'31" | Rieti     | 26-6-2016  |             |
| 2015     | 41'46" | Torino    | 24-7-2015  |             |
| 2014     | 41'00" | Rovereto  | 18-7-2014  |             |
| 2013     | 42'51" | Poděbrady | 13-4-2013  |             |
| 2012     | 42'13" | Saransk   | 12-5-2012  |             |
| 2010     | 48'06" | Melfi     | 12-9-2010  |             |

### Marcia 20 km
| Stagione | Tempo    | Luogo             | Data       | Rank. Mond. |
| -------- | -------- | ----------------- | ---------- | ----------- |
| 2025     | 1h18'49" | Taicang           | 1º-3-2025  |             |
| 2024     | 1h19'54" | Roma              | 8-6-2024   |             |
| 2023     | 1h18'59" | Poděbrady         | 21-5-2023  |             |
| 2022     | 1h20'06" | Monaco di Baviera | 20-8-2022  |             |
| 2021     | 1h19'43" | Poděbrady         | 16-5-2021  |             |
| 2020     | 1h22'42" | Poděbrady         | 10-10-2020 |             |
| 2019     | 1h22'38" | Cassino           | 24-3-2019  |             |
| 2018     | 1h23'04" | Berlino           | 11-8-2018  |             |
| 2017     | 1h22'01" | Londra            | 13-8-2017  |             |
| 2016     | 1h22'57" | Cassino           | 20-3-2016  |             |
| 2015     | 1h24'44" | Cassino           | 29-3-2015  |             |
| 2014     | 1h25'57" | Taicang           | 4-5-2014   |             |
| 2013     | 1h32'59" | Grottammare       | 20-10-2013 |             |
| 2012     | 1h31'48" | Druento           | 15-9-2012  |             |

## Palmarès
| Anno | Manifestazione   | Sede       | Evento         | Risultato | Prestazione | Note                                     |
| ---- | ---------------- | ---------- | -------------- | --------- | ----------- | ---------------------------------------- |
| 2012 | Mondiali U20     | Barcellona | Marcia 10000 m | 21º       | 43'13"27    |                                          |
| 2013 | Europei U20      | Rieti      | Marcia 10000 m | 6º        | 42'23"99    |                                          |
| 2014 | Mediterraneo U23 | Aubagne    | Marcia 10000 m | Bronzo    | 42'54"52    |                                          |
| 2015 | Europei U23      | Tallinn    | Marcia 20 km   | 11º       | 1h28'20"    |                                          |
| 2016 | Mediterraneo U23 | Tunisi     | Marcia 10000 m | Oro       | 39'46"25    |                                          |
| 2017 | Mondiali         | Londra     | Marcia 20 km   | 25º       | 1h22'01"    | Miglior prestazione personale            |
| 2018 | Europei          | Berlino    | Marcia 20 km   | 16º       | 1h23'04"    | Miglior prestazione personale stagionale |
| 2019 | Universiadi      | Napoli     | Marcia 20 km   | 5º        | 1h23'53"    |                                          |
| 2021 | Giochi olimpici  | Tokyo      | Marcia 20 km   | 15º       | 1h23'43"    |                                          |
| 2022 | Mondiali         | Eugene     | Marcia 20 km   | 15º       | 1h22'50"    |                                          |
| 2022 | Europei          | Monaco     | Marcia 20 km   | 5º        | 1h20'06"    | Miglior prestazione personale stagionale |
| 2023 | Mondiali         | Budapest   | Marcia 20 km   | 11º       | 1h19'01"    |                                          |
| 2024 | Europei          | Roma       | Marcia 20 km   | Bronzo    | 1h19'54"    | Miglior prestazione personale stagionale |
| 2024 | Giochi olimpici  | Parigi     | Marcia 20 km   | 20º       | 1'20"38     |                                          |

## Campionati nazionali
- 6 volte campione nazionale assoluto della marcia 10 km (2016, 2020, 2021, 2022, 2023, 2025)
- 4 volte campione nazionale assoluto della marcia 20 km (2017, 2019, 2023, 2024)
- 8 volte campione nazionale assoluto indoor della marcia 5000 m (2016, 2017, 2018, 2019, 2020, 2023, 2024, 2025)
- 1 volta campione nazionale promesse della marcia 10000 m (2016)
- 2 volte campione nazionale promesse della marcia 20 km (2015, 2016)
- 1 volta campione nazionale juniores della marcia 10000 m (2012)
- 1 volta campione nazionale juniores della marcia 20 km (2012)
- 1 volta campione nazionale juniores indoor della marcia 5000 m (2012)

2010
- Bronzo ai campionati italiani allievi (Rieti), marcia 5000 m - 22'23"74[29]

2011
- Argento ai campionati italiani allievi (Rieti), marcia 5000 m - 21'32"42[30]
- Argento ai campionati italiani di marcia su strada allievi (Grottammare), marcia 10 km - 48'47"[31]

2012
- Oro ai campionati italiani juniores indoor (Ancona), marcia 5000 m - 20'39"10
- Oro ai campionati italiani juniores (Misano Adriatico), marcia 10000 m - 43'07"08
- Oro ai campionati italiani di marcia su strada juniores (Druento), marcia 20 km - 1h31'48"

2013
- Argento ai campionati italiani juniores indoor (Ancona), marcia 5000 m - 21'12"10
- Argento ai campionati italiani juniores (Rieti), marcia 10000 m, 42'02"04

2014
- Argento ai campionati italiani di marcia su strada promesse (Locorotondo), marcia 20 km - 1h27'36"
- Argento ai campionati italiani promesse (Torino), marcia 10000 m - 41'01"06

2015
- Oro ai campionati italiani di marcia su strada promesse (Cassino), marcia 20 km - 1h24'44"
- Argento ai campionati italiani promesse (Rieti), marcia 10000 m - 42'59"85

2016
- Oro ai campionati italiani assoluti indoor (Ancona), marcia 5000 m - 19'12"
- Oro ai campionati italiani di marcia su strada promesse (Cassino), marcia 20 km - 1h22'57"
- Argento ai campionati italiani di marcia su strada assoluti (Cassino), marcia 20 km - 1h22'57"
- Oro ai campionati italiani promesse (Bressanone), marcia 10000 m - 41'19"03

2023
- Oro ai campionati italiani assoluti indoor (Ancona), marcia 5000 m - 18'37"63
- Oro ai campionati italiani assoluti di marcia 20 km (Frosinone), marcia 20 km - 1h21'11"
- Oro ai campionati italiani assoluti (Molfetta), marcia 10 km - 39'50"

2024
- Oro ai campionati italiani assoluti indoor (Ancona), marcia 5000 m - 18'25"15
- Oro ai campionati italiani assoluti di marcia 20 km (Frosinone), marcia 20 km - 1h22'15"

2025
- Oro ai campionati italiani assoluti indoor (Ancona), marcia 5000 m - 17'15"65
- Oro ai campionati italiani assoluti (Caorle), marcia 10 km - 39'19"

## Altre competizioni internazionali
2012
- 5º in Coppa del mondo di marcia ( Saransk), marcia 10 km juniores - 42'13"

2013
- 9º in Coppa Europa di marcia ( Dudince), marcia 10 km juniores - 44'00"

2014
- 70º in Coppa del mondo di marcia ( Taicang), marcia 20 km - 1h25'57"

2015
- 29º in Coppa Europa di marcia ( Murcia), marcia 20 km - 1h27'04"

2016
- 48º ai Mondiali a squadre di marcia ( Roma), marcia 20 km - 1h24'19"

2018
- 9º ai Mondiali a squadre di marcia ( Taicang), marcia 20 km - 1h23'31"

2021
- 5º agli Europei a squadre di marcia ( Poděbrady), marcia 20 km - 1h19'43"

2022
- Oro al Golden Gala Pietro Mennea ( Roma), marcia 3000 m - 10'57"77